# Quattro chiacchiere con una mummia
Quattro chiacchiere con una mummia è un racconto breve dello scrittore Edgar Allan Poe, scritto nel 1845.

## Trama
Un gruppo di amici effettuano esperimenti su una mummia trovata in Egitto da uno di essi. Dopo una serie di tentativi, la mummia si sveglia e spiega agli increduli ascoltatori che l'imbalsamazione comporta solamente la sospensione delle attività vitali e non la morte. Si sviluppa un dialogo e un confronto sulle due diverse civiltà: quella antica egiziana e quella moderna americana.